# Чезе Винченцо (Казерта)
Чезе Винченцо је насеље у Италији у округу Казерта, региону Кампанија.
Према процени из 2011. у насељу је живело 11 становника. Насеље се налази на надморској висини од 150 м.